# Gustav Kohfeldt
Gustav Carl Ernst Kohfeldt (* 25. Februar 1867 in Neukalen; † 11. Januar 1934 in Rostock) war ein deutscher Philologe, Hochschullehrer und Bibliothekar.

## Leben
Gustav Kohfeldt war ein Sohn des Landwirts Ernst Johann Friedrich Kohfeldt und dessen Frau Auguste Louise Joachime, geb. Matz. Er besuchte das Gymnasium in Malchin und studierte von 1887 bis 1890 Philosophie und Geschichte an den Universitäten Berlin, Jena und München. Nach seinem Examen war er 1890/91 als Hauslehrer in Landsdorf und Baxendorf tätig. 1891 ging er an die Universität Rostock, wo er 1892 zum Dr. phil. promoviert wurde. Danach arbeitete er eine Zeit lang als Volontär an der Universitätsbibliothek Rostock sowie als Hauslehrer im Hause Buderus in Lollar, was ihm die Teilnahme an Lehrveranstaltungen in Gießen und Marburg ermöglichte. 1893/94 war er Lektor für Alte Sprachen, Geschichte und Deutsche Literatur am Collège Internationale in Genf.
1894 kehrte er als Bibliothekar zurück an die Universitätsbibliothek Rostock. 1910 erfolgte seine Beförderung zum Oberbibliothekar und Vertreter des nebenamtlichen Direktors der Universitätsbibliothek Rostock Wolfgang Golther. 1917 erhielt er den Titel Professor, und 1926 wurde er zum Ersten Bibliotheksrat ernannt. 
Seit 1901 war er Mitglied im Verein Deutscher Bibliothekare und seit 1902 im Verein für mecklenburgische Geschichte und Altertumskunde. 1909 wurde er auch Mitglied des Vereins für Rostocks Altertümer und des Heimatbundes Mecklenburg.
Er war ab 1892 Mitarbeiter an Ignaz Jastrows Jahresberichten für neuere deutsche Literaturgeschichte und lieferte ab 1902 den Literaturbericht über Mecklenburg in den Jahresberichten der Geschichtswissenschaft. Er veröffentlichte zahlreiche Aufsätze zur Universitäts- und Studentengeschichte. 1919 publizierte er zur Feier des fünfhundertjährigen Bestehens der Universität Rostock eine kommentierte Ausgabe des Album Amicorum von Georg Hermann Richerz, das aufgrund seiner zahlreichen außergewöhnlichen Farbillustrationen ein kulturhistorisches Bilddokument der studentischen Verhältnisse an der Universität Rostock in den 1730er Jahren ist.

## Werke
- Zur Ästhetik der Metapher. Diss., 1892
- Kurze Geschichte der Universität Rostock. In: Das akademische Deutschland. 1905
- Plattdeutsche mecklenburgische Hochzeitsgedichte aus dem 17. und 18. Jahrhundert. 1908
- Aus der 200-jährigen Geschichte der Rostocker Zeitung. Rostock: Stiller 1912 (Digitalisat, HathiTrust)
- mit Wilhelm Ahrens (Hrsg.): Ein Rostocker Studenten-Stammbuch von 1736/37. Mit 23 Bildern aus dem Studentenleben in farbiger Wiedergabe. Rostock 1919 (Digitalisat)
- Rostocker Professoren und Studenten im 18. Jahrhundert. Schilderungen nach den Akten und nach zeitgenössischen Berichten. Rostock 1919
- Rostocker Studentenleben. 1923